# تي. جي. جاريت
تي. جي. جاريت (بالإنجليزية: T. J. Jarrett)‏ (23 يونيو 1973)؛ كاتِبة وشاعرة أمريكية.